# SA 341 (航空機)
SA 341/342 ガゼル
フランス陸軍のSA 342
- 用途：汎用
- 分類：小型ヘリコプター
- 設計者：シュド・アビアシオン
- 製造者：シュド・アビアシオン→アエロスパシアル

  - ウエストランド・エアクラフト
  - ABHCO（アラビア語版、英語版）
  - SOKO（クロアチア語版、セルビア語版、英語版）
- 運用者

-  フランス（フランス陸軍）
-  イギリス（空軍、海兵隊、海軍）など

- 初飛行：1967年4月7日（SA 340）
- 生産数：1,700機以上
- 運用開始：1973年
- 運用状況：現役

SA 341およびその派生型SA 342は、ガゼル（Gazelle）の名称で知られるフランスのシュド・アビアシオン設計のヘリコプターである。

## 開発
フランス陸軍の軽量汎用ヘリコプターとして開発されていた機体にイギリスが着目し、1967年2月に292機のガゼルと48機のピューマのウエストランド・エアクラフトによる生産と、40機のリンクスのシュド・アビアシオンによる生産が取り決められた。
アルエットIIIを基礎として設計されたが、フェネストロンの採用によるノイズの低減と、今日では広く用いられている複合素材製ローターの採用、カテゴリーI環境下でのパイロット1名での運行（SA 341G）、整備性の向上と言った重要な革新点が存在した。操縦席前方はほぼガラス張りであり、パイロットは良好な視界が得られる一方で前方からの攻撃には脆弱である。
フランス陸軍航空隊では、汎用のSA 342L1に加え、20mm機関砲による対地支援を行うSA 341F（Gazelle CANON）とHOTを運用する対戦車型のSA 342M（Gazelle HOT）、ミストラルを装備し空対空戦闘に従事するSA 341F（Gazelle CELTIC）およびSA 342L1（Gazelle MISTRAL）、Viviane サーマルセンサーを搭載した最新の偵察・対戦車型SA 342L1（Gazelle VIVIANE）を運用する。今後、ティグール攻撃ヘリコプターの導入により、前線での任務からは徐々に退き、輸送・連絡などの後方任務が主体となる見込みである。
イギリスでは、SA 341Dをガゼル HT Mk3としてイギリス空軍が採用し、練習機（Helicopter Trainer）として用いている。イギリス海軍は、SA 341Eをガゼル HCC Mk4として通信およびVIP輸送用に、SA 341Cをガゼル HT Mk2練習機としてそれぞれ用いていたが、後者はスクイレル HT1によって更新された。イギリス陸軍は、SA 341Bをガゼル AH Mk1として採用。砲撃時の前線観測、攻撃機による地上攻撃の管制、負傷者の救出、連絡、指揮・統制、通信にと幅広く使用された。
エジプトではABHCOが30機を、ユーゴスラビアではSOKOにより200機以上がライセンス生産された。

## 運用

### イギリス
フォークランド紛争、湾岸戦争、コソボ紛争、イラク戦争などで用いられた。第22 SAS連隊と陸軍第8航空団による作戦にも用いられている。フォークランド紛争の時期を除いて非武装であり、唯一武装したフォークランド戦争においても、その武装が使用されることはなかった。偵察と戦場連絡機として現役で2022年まで運用予定。

### フランス
アフリカにおける平和維持活動で用いられることが多く、チャド（1980年代）、ジブチ（1991-92年）、ソマリア（1993年）、コートジボワール（2002年-）で使用された。
湾岸戦争およびコソボ紛争でも使用され、湾岸戦争ではイラク軍の戦車に対してHOTを使用している。また、2013年にフランスがマリ共和国に対して行った軍事介入でも使用されている。

### シリア
レバノン内戦時、1982年のイスラエルの侵攻に対してSA 342Mを投入。成果を上げたが大きな損害を被った。一部はイスラエル軍に鹵獲されて試験運用された。

### レバノン
レバノン政府軍はレバノン内戦中の1980年から1981年にフランスより最大10機のSA342K/LおよびSA341Hを購入した。同機はSS.11対戦車ミサイルもしくはHOTおよび機銃ポッド、ロケットランチャーの装備が可能である。同機は新設の第8攻撃飛行隊に所属してベイルート空軍基地に配備されたが、実際にはマロン派支配地域のジュニエやアドマなどの小規模なヘリポートに置かれた。
1988年にはドゥルーズ派出身の同空軍パイロットにより、1機が進歩社会党支配地域のヘリポートに持ち去られる事件が発生した(運用するには進歩社会党側は部品や人員が不足しており、内戦終結まで保管されていた)。アウン将軍による解放戦争では同派レバノン政府軍の近接航空支援に使用されたが、撃墜など損耗も激しく内戦終結時には4機のみが稼働状態にあった。
内戦後、対地攻撃戦力として貴重な存在である事から、アラブ首長国連邦の協力をとりつけて再生が図られた。2007年、同国北部でパレスチナ人過激派の反乱が発生した際には、ロケットランチャーを装備し、ガンシップヘリとして反乱鎮圧に出動している。同年にはUAEから補充の機体が到着したが、これは非武装だった。2010年には、フランスよりガゼル用のHOTが100基提供されている。

### イラク
HOTとSA 342Mを輸入し、イラン・イラク戦争でイラン軍装甲車両に対して成果を上げたが、対空砲火により損害を被っている。湾岸戦争では、制空権を失っていたため、その姿が見られることはまれであった。

### 旧ユーゴスラビア

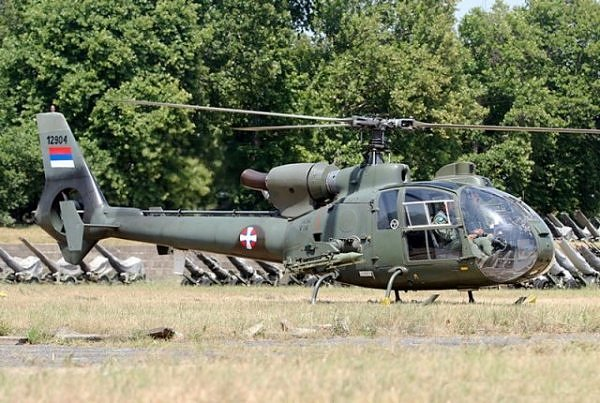
AT-3サガーのランチャーを装備した、セルビア空軍のガゼル。

ライセンス生産されたSA 342は、スタブウィングにAT-3 サガー対戦車ミサイル2基、左右合計4基を装備し、さらに自衛用にSA-7 グレイル空対空ミサイルを2基装備する事が可能だった。Mi-24を導入しなかったユーゴスラビア連邦空軍においては、数少ない武装ヘリコプターであった（書類上は空軍に所属し、パイロットも空軍所属であったが、現実的には両方とも陸軍部隊の指揮に従って行動するという変則的な運用をしていた）。ユーゴスラビア紛争ではセルビア空軍が用いていた。少数の機体はボスニアのスルプスカ共和国軍など旧ユーゴスラビア諸国のセルビア人勢力の手に渡った。しかし、それらは飛行隊が編成される程の機数で無かったため、実戦投入はほとんど無く、温存措置が取られ稼働率が低かったとされる。
このようにセルビア以外の旧ユーゴスラビア諸国（と各民族の民兵組織）の手に渡る事が少なかったため、現在、マケドニアやクロアチアではMi-24が導入されている。また、セルビアもMi-24を特殊作戦用に数機運用していた。

### 中華人民共和国
練習および観測ヘリコプターとして、非武装で8機以下が運用されている。1980年代に、攻撃ヘリコプターとしての導入が目論まれたが、財政事情および天安門事件など国際関係の悪化によって、前記の数に留まった。主力兵装についても、HOTが中国側が引き渡されたか否かは不明である。それでも国産のHJ-8対戦車ミサイルの装備能力は付与されていると見られるものの、攻撃ヘリコプターとしては使用されていない。ライセンス生産やコピー生産も行われておらず、攻撃ヘリコプターとしては、Z-9W/Gが用いられている。

### その他諸国
ルワンダ、ブルンジなどが機銃ポッドやロケットランチャーを装備したガンシップ型のガゼルを運用している。前者はルワンダ紛争において旧ルワンダ政府軍が対ゲリラ戦に用いたため、当時は反政府勢力であったルワンダ愛国戦線にとっての脅威の一つとなった。同戦線が政権を掌握した後も、内戦後に導入されたMi-24などと共に使用されているとみられる。

## 派生型
SA 340
原型機。
SA 341.1001
フランス最初の生産機。
SA 341B
ガゼル AH Mk1。イギリス陸軍の汎用機。
SA 341C
ガゼル HT Mk2。イギリス海軍の練習機。
SA 341D
ガゼル HT Mk3。イギリス空軍の練習機。
SA 341E
ガゼル HCC Mk4。イギリス海軍の通信/VIP輸送機。
SA 341F
フランス陸軍の採用型。練習型、輸送型、対地支援型の3種に分かれる。
SA 341G
SA 341Fの民間型。エンジンにチュルボメカ アスタゾウ III Aを使用。映画『ブルーサンダー』で使用された機体。
SA 341H
SOKOライセンス生産型。

SA 342J
民間向けにアスタゾウ XIV Hエンジンを搭載した出力強化型。
SA 342K
クウェート向けにアスタゾウ XIV Hエンジンを搭載した出力強化型。
SA 342L
SA 342Jを軍用に採用した型。SOKOおよびABACOのライセンス生産型。
SA 342M
フランス陸軍の対戦車型。
SA 342L1
SA 342Mから派生したSA 342Lと同様の汎用型。
SA 342L1 Gazelle VIVIANE
EC 130のローターを使用し、暗視装置の追加を行った型。
SOKO H-42
SA 341HのSOKOライセンス生産型。
SOKO H-45
SA 342LのSOKOライセンス生産型。

## 性能･主要諸元

SA 341 三面図

### SA 341F
- 乗員：1名
- 乗客：4名
- 長さ：9.53m
- 主回転翼直径：10.5m
- 高さ：3.19m
- 空虚重量：917kg
- 最大離陸重量：1,800kg
- 発動機：チュルボメカ アスタゾウ III C 1基 590hp
- 超過禁止速度：310km/h=M0.25
- 巡航速度：220km/h=M0.18
- 航続距離：670km
- 実用上昇高度：4,000m
- 上昇率：9m/秒

### SA 342M
- 乗員：2名
- 長さ：9.53m
- 主回転翼直径：10.5m
- 高さ：3.19m
- 空虚重量：1,200kg
- 最大離陸重量：1,900kg
- 発動機：チュルボメカ アスタゾウ XIV M 1基 870hp
- 超過禁止速度：310km/h=M0.25
- 巡航速度：230km/h=M0.19
- 航続距離：670km
- 実用上昇高度：4,000m
- 上昇率：9m/秒
- 武装：HOTもしくはミストラル連装発射機x2基

## 採用国

### 軍用型
アンゴラ
- アンゴラ空軍

 ボスニア・ヘルツェゴビナ
- ボスニア・ヘルツェゴビナ空軍

 ブルンジ
- ブルンジ空軍

 カメルーン
- カメルーン空軍

 中華人民共和国
 キプロス
- キプロス国家守備隊 - 2023年時点で、4機のSA342L1（HOT対戦車ミサイル搭載型）を保有[3]。

 エクアドル
- エクアドル陸軍 - 2024年時点で、18機のSA342L（一部はHOT対戦車ミサイル装備）を保有[4]。

 エジプト
- エジプト空軍

 フランス
- フランス陸軍 - 2023年時点で、86機のSA 341F/342Mを保有[5]。

 ガボン
- ガボン空軍 - 2024年時点で、1機のSA342Mを保有し、ほかに2機のSA342Lを保管中[6]。

 ギニア
- ギニア空軍

 イラク
- イラク空軍

 ヨルダン
 クウェート
- クウェート空軍

 レバノン
- レバノン空軍

 マラウイ
- マラウイ空軍 - 2024年時点で、4機のSA341Bを保有[7]。

 モンテネグロ
 モロッコ
- モロッコ空軍 - 2024年時点で、19機のSA342L（HOT搭載型×7、機関砲搭載型×12）を保有[8]。

 カタール
- カタール空軍 - 2023年時点で、2機のSA341と11機のSA342Lを保有[9]。

 ルワンダ
 セネガル
 セルビア
- セルビア空軍

 シリア
- シリア空軍

 トリニダード・トバゴ
 チュニジア
- チュニジア空軍

 アラブ首長国連邦
 イギリス

### 法執行機関
ボスニア・ヘルツェゴビナ
 モンテネグロ
 セルビア

### 退役国
アイルランド
 イスラエル
- イスラエル空軍 - シリアからの鹵獲。調査が行なわれた後に博物館に展示。

 ケニア
- ケニア空軍 - 1994年時点で1機のSA342を保有[10]。退役済み[11]。

 イギリス
- イギリス空軍
- イギリス海兵隊
- イギリス海軍 – イギリス海軍航空隊

 ユーゴスラビア
- ユーゴスラビア空軍

 スロベニア

### 民間型
日本
- 東邦航空 - 退役

## 登場作品

### 映画
『28週後…』
上空から主人公たちを支援する。武装は搭載していないが、メインローターで地上の感染者の群れを切り裂くなどの活躍を見せる。
『今そこにある危機』
左翼ゲリラが政府軍から鹵獲する（セリフのみで現物は登場しない）。
『ガントレット』
ラスベガス市警察のヘリとしてSA 341Gが登場。バイクで逃走する主人公たちを追撃する。
『ケルベロス-地獄の番犬』
冒頭に登場。監督の押井守が「極力軍用ヘリに近い機種を登場させたい」と望んだため、撮影当時、日本に数機しか存在しない実機がチャーターされた。
『戦争の犬たち』
鉱山会社代理人のエンディーンと、ザンガーロ軍のボビー大佐を兵営へ送るヘリとして登場。
『ダイ・ハード3』
ラストシーンでテロリストのサイモンが本機に搭乗し、主人公ジョン・マクレーンたちに戦いを挑んでくる。
『ブルーサンダー』
主役メカとして登場する"ブルーサンダー"攻撃ヘリコプターは、SA 341Gの実機を改造して製作されている。
『ランボー3/怒りのアフガン』
ソ連軍のヘリとして登場。スタブウイングにロケット弾ポッドや機関銃を搭載しており、ムジャヒディンの村を襲撃するが、主人公、ジョン・ランボーのDShK38重機関銃による対空射撃で撃墜される。

### テレビCM
ルノー21ターボ
高速道路を走るルノー21ターボを、4機の警察所属のSA341が追いかける、という映像が使われた。